# Эльфволд I (король Нортумбрии)
Эльфво́лд І (англ. Ælfwald I; убит 23 сентября 788) — король Нортумбрии в 779 — 788 годах из династии Идингов.

## Биография
Эльфволд І, сын Освулфа и внук Эдберта, стал королём Нортумбрии в 779 году после свержения Этельреда I, бежавшего в одно из соседних королевств.
Эльфволд I правил около десяти лет, пока не был убит элдорменом Сигой около расположенного на Стене Адриана форта Честерс (недалеко от деревни Валвик в современном Нортамберленде). По преданию, место его убийства было отмечено необычайным светом, нисходившим с небес. Эльфволд І был похоронен в Хексемском аббатстве, где почитался как святой (день памяти — 23 сентября).
Преемником Эльфволда I стал его племянник Осред ІІ, сын Элхреда и Осгифу, сестры нортумбрийского короля. Старшие сыновья Эльфволда І Эльф и Эльфвин были убиты в 791 году по приказу короля Этельреда I, вернувшего себе трон в 790 году. Младший сын Берн был убит ещё раньше будущим королём Нортумбрии Осбальдом: 9 января 780 года он осадил принца Берна в Селетьюне и заживо сжёг его.